# Eteocles

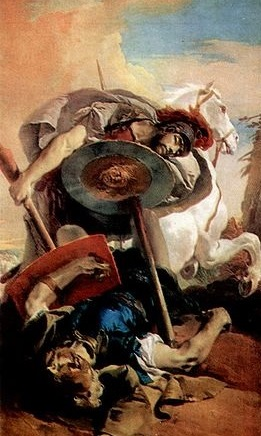
Duelul dintre Eteocle și Polinice (c.1725-1730) de Tiepolo

Eteocles (greacă Ἐτεοκλῆς, din Etewoklewes (greacă Ἐτεϝοκλέϝες, lit. „într-adevăr glorios”) a fost un conducător al Tebei, fiul lui Oedip și al Iocastei (sau al Euriganeiei) și frate cu Polinice și Antigona. 

## Ce Șapte contra Tebei
După descoperirea incestului săvârșit de Oedip, acesta părăsi cetatea Teba, și Eteocle și Polinice hotărâră să domnească pe rând, fiecare câte un an. La împlinirea termenului convenit, Eteocle refuză să cedeze locul fratelui său. Atunci Polinice cere ajutor regelui Adraste și organiză expediția "celor șapte împotriva Tebei". În cursul ciocnirii, cei doi frați pieriră într-un duel, ucigându-se reciproc. Tebanii îl îngropară pe Eteocle cu mare cinste, dar socotindu-l pe fratele lui trădător, Creon refuză să lase să se îngroape trupul neînsuflețit al lui Polinice.

### Lupta cu epigonii
Unul dintre fiii săi, Laodamas, avea să domnească peste cetatea Teba în timpul expediției organizate de Epigoni, fii generalilor care-l acompaniaseră pe Polinice în războiul cu Teba. În funcție de sursă, fie muri în luptă cu aceștia, fie se refugie în Iliria cu restul poporului teban, părăsind Teba la sfatul lui Tiresias.